# 波希米亚女孩 (布格罗)
《波希米亚女孩》（法語：Bohémienne）是法国画家威廉·阿道夫·布格罗创作于1890年的一副油画。画作显示了一波希米亚姑娘手持小提琴坐在巴黎塞纳河上一座桥上的水泥凳上。背景中有巴黎圣母院。现藏于美国明尼阿波利斯的明尼阿波利斯美術館。